# Обратна страна на Луната
Обратна страна на Луната, наричана понякога неправилно тъмна страна на Луната, е това полукълбо на Луната, което никога не е видимо от Земята. Теренът на тази страна е осеян с множество ударни кратери и относително равно лунно море. Тук се намира един от най-големите кратери в Слънчевата система, басейн Южен полюс-Ейткън. И двете страни на Луната търпят две седмици слънчева светлина, следвани от две седмици нощ.
Около 18% от обратната страна на Луната понякога е видима от Земята вследствие либрация. Останалите 82% остават невидими до 1959 г., когато са фотографирани от съветската космическа сонда Луна 3. Съветската академия на науките публикува първия атлас на обратната страна на Луната през 1960 г. Първите хора, които виждат обратната страна с невъоръжено око, са астронавтите на американската Аполо 8, които правя обиколка на Луната през 1968 г. Всички пилотирани и безпилотни меки кацания на Луната се провеждат върху близката ѝ страна до 3 януари 2019 г., когато китайският Чанъе 4 осъществява първото кацане на обратната страна на Луната. Съществуват предложения за инсталиране на голям радиотелескоп на обратната страна на Луната, където той би бил защитен от възможните електромагнитни смущения от Земята.

## Определение
Приливните сили на Земята са забавили въртенето на Луната до такава степен, че винаги една и съща страна на Луната е с лице към Земята – феномен, познат като синхронно въртене. С течение на времето, някои части от обратната страна на Луната могат да се видят, поради либрация. Общо 59% от повърхността на Луната може да се види от Земята. Наблюдаването на частите от обратната страна, обаче, е трудно, поради малкия ъгъл на наблюдение от Земята. Въпреки че обратната страна понякога бива наречена „тъмна страна“, всъщност и двете части на Луната получават почти еднакво количество слънчева светлина. Все пак, по-близката част на Луната получава малко повече светлина, отразена от Земята.

## Изследване
До края на 1950-те години се знае много малко за обратната страна на Луната. Либрациите ѝ периодично показват за кратко малка част от чертите на обратната страна, но не повече от 59% от общата лунна площ. Тези характеристики черти са наблюдавани от нисък ъгъл, затруднявайки успешното наблюдение (оказва се трудно да се различи кратер от планински хребет). Останалите 82% от лунната повърхност от обратната страна на Луната остават непознати и предизвикват множество спекулации. Пример за характеристика на обратната страна, която може да бъде видяна чрез либрация, е Източно море, което представлява виден ударен басейн, обхващащ почти 1000 km. Естеството на басейна е открито през 1960-те години, когато изправени изображения са наложени върху глобус. Басейнът е фотографиран подробно от Лунар Орбитър 4 през 1967 г.
Преди да започне космическото изследване, астрономите не очакват обратната страна да е различна от видимата за Земята страна. На 7 октомври 1959 г. съветската сонда Луна 3 прави първите снимки на лунната повърхност на обратната страна на Луната, 18 на брой, които покриват около една трета от повърхността невидима за Земята. Изображенията след това са анализирани и е съставен първият атлас на обратната страна на Луната, който се издава от Съветската академия на науките през ноември 1960 г. Той включва каталог от 500 различни форми на релефа. На следващата година е издаден първият глобус с характеристиките на обратната страна на Луната (мащаб 1:13 600 000), съставен от изображенията на Луна 3. На 20 юли 1965 г. съветският Зонд 3 предава 25 снимки с много добро качество от обратната страна на Луната. Те разкриват поредици от кратери с дължина от стотици километри, но, неочаквано, не се виждат лунни морета като тези, видими от Земята. През 1967 г. е публикувана втората част на атласа на обратната страна на Луната в Москва, която използва изображенията от Зонд 3, като каталогът този път включва 4000 новооткрити форми на релефа. През същата година в Съветския съюз са издадени първата пълна карта на Луната (мащаб 1:5 000 000) и обновен пълен глобус (мащаб 1:10 000 000), изобразяващи 95% от лунната повърхност. Докато много от видните форми на релефа на обратната страна на Луната се откриват от съветските сонди, те са кръщавани от съветските учени. Това води до полемика и Международният астрономически съюз по-късно се ангажира да именува лунните черти в това полукълбо.
На 26 април 1962 г. американският Рейнджър 4 става първият космически апарат, кацнал на обратната страна на Луната, макар да не успява да върне никакви полезни данни преди сблъсъка. Първото наистина изчерпателно и подробно картографско проучване на обратната страна е проведено от американската безпилотна програма Лунар Орбитър, действаща в периода 1966 – 1967 г. По-голямата част от данните са предоставени от последната сонда, Лунар Орбитър 5. Обратната страна на Луната за пръв път е видяна пряко от човек в хода на мисията Аполо 8 от астронавта Уилям Андерс.
Обратната страна на Луната е наблюдавана също от всички членове на екипажа на мисиите от Аполо 10 до Аполо 17. Космическите апарати, преминаващи зад Луната, са били със заглушена радиокомуникация със Земята.
Чангъе 4 на Китайското национално космическо управление осъществява първото меко кацане на обратната страна на Луната на 3 януари 2019 г. Апаратът включва превозно средство, оборудвано с нискочестотен радиоспектроскоп и инструменти за геологически изследвания.